# Valdelaume
Valdelaume é uma comuna francesa na região administrativa da Nova Aquitânia, no departamento de Deux-Sèvres. Estende-se por uma área de 50.57 km². Em 2010 a comuna tinha 850 habitantes (densidade: 16,8 hab./km²).
Foi criada em 1 de janeiro de 2019, a partir da fusão das antigas comunas de Hanc (sede da comuna), Ardilleux, Bouin e Pioussay.